# Goran Vojnović
Goran Vojnović (Ljubljana, 1980. június 11. –) szlovén író, forgatókönyvíró és filmrendező.
Legismertebb 2008-as regénye, a Déli söpredék menj haza! (szlovénül: Čefurji raus!), amellyel számos díjat nyert, valamint a szlovén rendőrség által indított per, amelyet egy nappal később visszavontak, miután a médiafigyelem és a közvélemény felháborodása amiatt, hogy a rendőrség vádat emelt egy fikciós mű miatt, kínos helyzetbe hozta a szlovén belügyminisztériumot.
Vojnović Ljubljanában született. A Színház-, Rádió-, Film- és Televíziós Akadémián tanult. Első verseskötete 1998-ban jelent meg Lep je ta svet címmel. Čefurji raus! című regénye filmforgatókönyvnek indult, de befejezetlen maradt. A ljubljanai Fužine lakótelepen élő bevándorló fiatalok életét, mindennapi problémáikat és a helyiek és a volt Jugoszláviából érkezett bevándorlók közötti kulturális különbségeket írja le. A filmért 2009-ben elnyerte a Prešeren Alapítvány díját és a Kresnik-díjat. Számos nyelvre lefordították és kiadták.
Jugoslavija, moja dežela (Jugoszlávia, édes hazám) című regénye 2011-ben jelent meg a Beletrina kiadónál. Az angol fordítás (Yugoslavia, My Fatherland) 2015-ben jelent meg az Istros könyvkiadó gondozásában az Egyesült Királyságban. Harmadik regényét, a Figa (A fügefa) címűt 2020-ban az Istros Könyvkiadó fordította le angolra (The Fig Tree).

## Művei
- Čefurji raus!, regény (2008)
- Jugoslavija, moja dežela, regény (2013)[6]
- Figa, regény (2016)[7]
- Đorđić se vrača, regény (2021)
- Zbiralec strahov, esszék (2022)

### Magyarul megjelent
- Jugoszlávia, édes hazám (Jugoslavija, moja dežela) – Typotex, Budapest, 2020 · ISBN 9789634930457 · fordította: Rajsli Emese
- A fügefa (Figa) – Typotex, Budapest, 2024 · ISBN 9789634932895 · fordította: Reiman Judit

## Fordítás
- Ez a szócikk részben vagy egészben  a   Goran Vojnović című angol Wikipédia-szócikk fordításán alapul.  Az eredeti cikk szerkesztőit annak laptörténete sorolja fel. Ez a jelzés csupán a megfogalmazás eredetét és a szerzői jogokat jelzi, nem szolgál a cikkben szereplő információk forrásmegjelöléseként.

Szlovén irodalom